# Teritoriu neorganizat (Statele Unite ale Americii)

Statul este statul Uniunii cu cele mai numeroase zone de teritoriu neorganizat, 102, care ocupă peste 52% din suprafața întregului stat

Printr-o zonă de teritoriu neorganizat (în engleză unorganized territory) se înțelege o regiune sau o porțiune din suprafața Statelor Unite care nu are vreo formă clar organizată de guvern local sau regional. Acest fapt nu înseamnă că acea zonă teritorială nu are nicio formă de guvernare (care ar putea fi o jurisdicție de comitat, districtuală, municipală, statală sau federală) sau că este o porțiune teritorială care nu aparține nimănui. De obicei, astfel de zone teritoriale, care nu au nimic de a face cu enclavele teritoriale, sunt slab sau foarte slab populate.
Istoric, termenul de teritoriu neorganizat a fost folosit pentru a desemna a suprafață din pământul/teritoriul (care juridic apaținea Statelor Unite), unde nu exista/există control guvernamental efectiv al tuturor problemelor de zi cu zi.  Astfel de exemple sunt extrem de numeroase în istoria Statelor Unite ale Americii, întrucât începând cu venirea primilor coloniști englezi, la începutul anilor 1600, trecând prin constituirea statului federal (1775 - 1797) și terminând cu expansiunea Uniunii spre vest, până la ocuparea completă a spațiului dintre ambele oceane, mai jos de paralela de 49 de grade latitudine nordică, pe măsura ce spațiul controlat progresa spre vest și suprafețele teritoriale neorganizate se îmnmulțeau.
Istoric folosit, termenul de "teritoriu neorganizat" (conform, "unorganized territory") a fost folosit pentru zone în care nu exista control guvernamental complet.

## Alte exemple -- Canada
Zone de teritoriu neorganizat există în anumite regiuni din Canada, așa cum este Northern Ontario, unde nu există guvern local regional. În Quebec, teritoriile neorganizate nu se găsesc în interiorul limitelor vreunei municipalități, demonstrând caracterul similar al acestora cu cele din Statele Unite.

## Vedeți și
- Borough (Statele Unite ale Americii)
- Cătun (Statele Unite ale Americii)
- District civil (Statele Unite ale Americii)
- District desemnat (Statele Unite ale Americii)
- District topografic (Statele Unite ale Americii)
- Loc desemnat pentru recensământ (Statele Unite ale Americii)
- Localitate neîncorporată (Statele Unite ale Americii)
- Municipalitate (Statele Unite ale Americii)
- Oraș (Statele Unite ale Americii)
- Precinct (Statele Unite ale Americii)
- Rezervație amerindiană (Statele Unite ale Americii)
- Sat (Statele Unite ale Americii)
- Târg (Statele Unite ale Americii)
- Teritoriu încorporat (Statele Unite ale Americii)
- Teritoriu neorganizat (Statele Unite ale Americii)
- Teritoriu organizat (Statele Unite ale Americii)
- Township (Statele Unite ale Americii)
- Zonă metropolitană (Statele Unite ale Americii)
- Zonă micropolitană (Statele Unite ale Americii)

respectiv
- Diviziunile de recensământ ale unui comitat
- Loc desemnat (Canada), localitate neîncorporată din Canada, similară cu CDP-urile din Statele Unite, pentru recensămintele din canadiene

## Alte legături interne
- Categorie:Liste de orașe din Statele Unite după stat
- Categorie:Liste de târguri din Statele Unite după stat
- Categorie:Liste de districte civile din Statele Unite după stat
- Categorie:Liste de sate din Statele Unite după stat
- Categorie:Liste de comunități neîncorporate din Statele Unite după stat
- Categorie:Liste de localități dispărute din Statele Unite după stat
- Categorie:Liste de comunități desemnate pentru recensământ din Statele Unite după stat

## Alte referințe
- Teritorii neorganizate Arhivat în 11 februarie 2020, la Archive.is la Biroul Recensământului Statelor Unite ale Americii